# Еймс (Техас)
Еймс (англ. Ames) — місто (англ. city) в США, в окрузі Ліберті штату Техас. Населення — 937 осіб (2020).

## Географія
Еймс розташований за координатами 30°2′42″ пн. ш. 94°44′14″ зх. д. / 30.04500° пн. ш. 94.73722° зх. д. (30.045078, -94.737316).  За даними Бюро перепису населення США в 2010 році місто мало площу 8,55 км², уся площа — суходіл.

## Демографія
Згідно з переписом 2010 року, у місті мешкали 1003 особи в 376 домогосподарствах у складі 256 родин. Густота населення становила 117 осіб/км².  Було 434 помешкання (51/км²).
Расовий склад населення:
| - 83,6 % — чорних або афроамериканців - 9,9 % — білих - 0,2 % — корінних американців - 0,1 % — азіатів - 4,1 % — осіб інших рас |

До двох чи більше рас належало 2,1 %. Частка іспаномовних становила 3,8 % від усіх жителів.
За віковим діапазоном населення розподілялося таким чином: 24,7 % — особи молодші 18 років, 60,4 % — особи у віці 18—64 років, 14,9 % — особи у віці 65 років та старші. Медіана віку мешканця становила 42,0 року. На 100 осіб жіночої статі у місті припадало 90,7 чоловіків;  на 100 жінок у віці від 18 років та старших — 84,6 чоловіків також старших 18 років.
Середній дохід на одне домашнє господарство  становив 50 133 долари США (медіана — 33 000), а середній дохід на одну сім'ю — 53 731 долар (медіана — 36 429). Медіана доходів становила 38 250 доларів для чоловіків та 17 065 доларів для жінок. За межею бідності перебувало 34,7 % осіб, у тому числі 58,9 % дітей у віці до 18 років та 11,6 % осіб у віці 65 років та старших.
Цивільне працевлаштоване населення становило 389 осіб. Основні галузі зайнятості: освіта, охорона здоров'я та соціальна допомога — 28,0 %, науковці, спеціалісти, менеджери — 14,1 %, виробництво — 10,5 %, роздрібна торгівля — 9,8 %.